# لانگ‌فراملینگتون
لانگ‌فراملینگتون (به انگلیسی: Longframlington) یک روستا و محله مدنی در بریتانیا است که در نورث‌آمبرلند واقع شده‌است. لانگ‌فراملینگتون ۱٬۰۳۲ نفر جمعیت دارد.